# Cinemateca Francesa

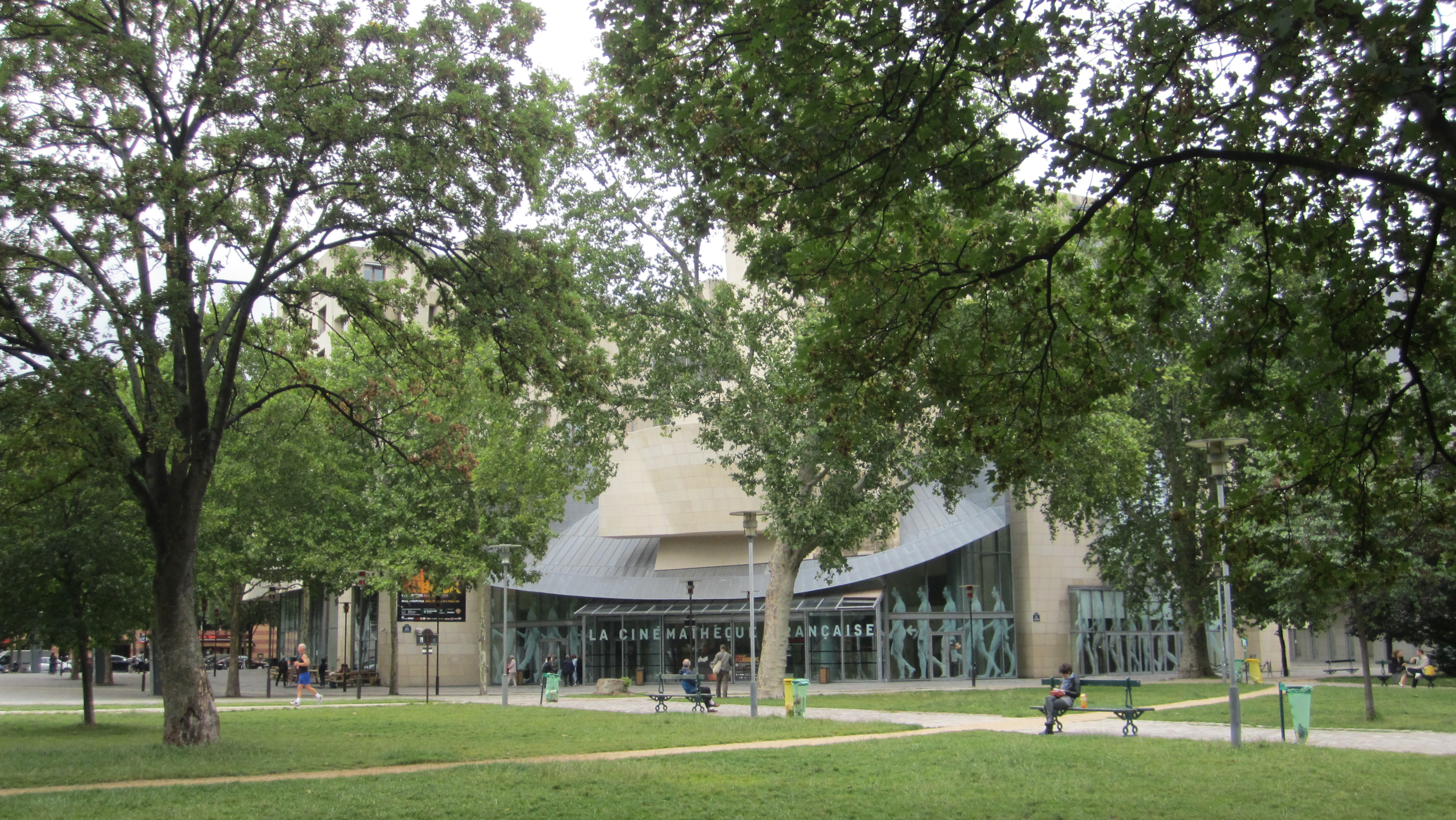
Cinémathèque française.

La Cinémathèque française (Cinemateca o Cineteca Francesa), fundada en 1936, se dedica a coleccionar, conservar, restaurar y dar a conocer el patrimonio cinematográfico mundial. Es una asociación privada con sede en el distrito XII de París, aunque financiada principalmente por el Estado francés. 

## Antecedentes
En 1935, el director de cine Georges Franju y el coleccionista cinematográfico Henri Langlois crearon el cineclub Cercle du cinéma.

## Historia
Al año siguiente, el 2 de septiembre de 1936, fundaron la Cinémathèque française que tenía como objetivo conservar, restaurar, y proyectar películas. La Cinémathèque empezó a también a coleccionar documentos y objetos de todo tipo relacionados con el cine: cámaras, carteles, fotografías, vestuario e incluso decorados.
A mediados de los años 40, gracias a una subvención del Estado francés, la Cinémathèque se instaló en un pequeño local en el n.º 7 de la Avenida de Messine, en el distrito VIII de París. 
En 1948, la Cinémathèque amplió sus instalaciones y creó una sala de proyección con 60 localidades y también su primer Museo del Cine (actualmente en la calle [rue] de Bercy). Algunos directores franceses notables, como Jacques Becker, Robert Bresson, René Clément y Henri-Georges Clouzot, asistían con frecuencia a las proyecciones de la Cinémathèque. En esta sala se conocieron futuros directores de la Nouvelle Vague, como Claude Chabrol, Jean-Luc Godard, Alain Resnais, Jacques Rivette, François Truffaut y Roger Vadim. 
En 1955, la Cinémathèque se instaló en el nº29 de la calle de Ulm, en el distrito V. La nueva sala de proyección tenía capacidad para 260 espectadores. 
En 1963, André Malraux, Ministro de Cultura, concede una subvención y un crédito importantes a la Cinémathèque y autoriza su instalación en el Palais de Chaillot, de titularidad pública. La Cinémathèque adquiere algunos compromisos con el Estado.

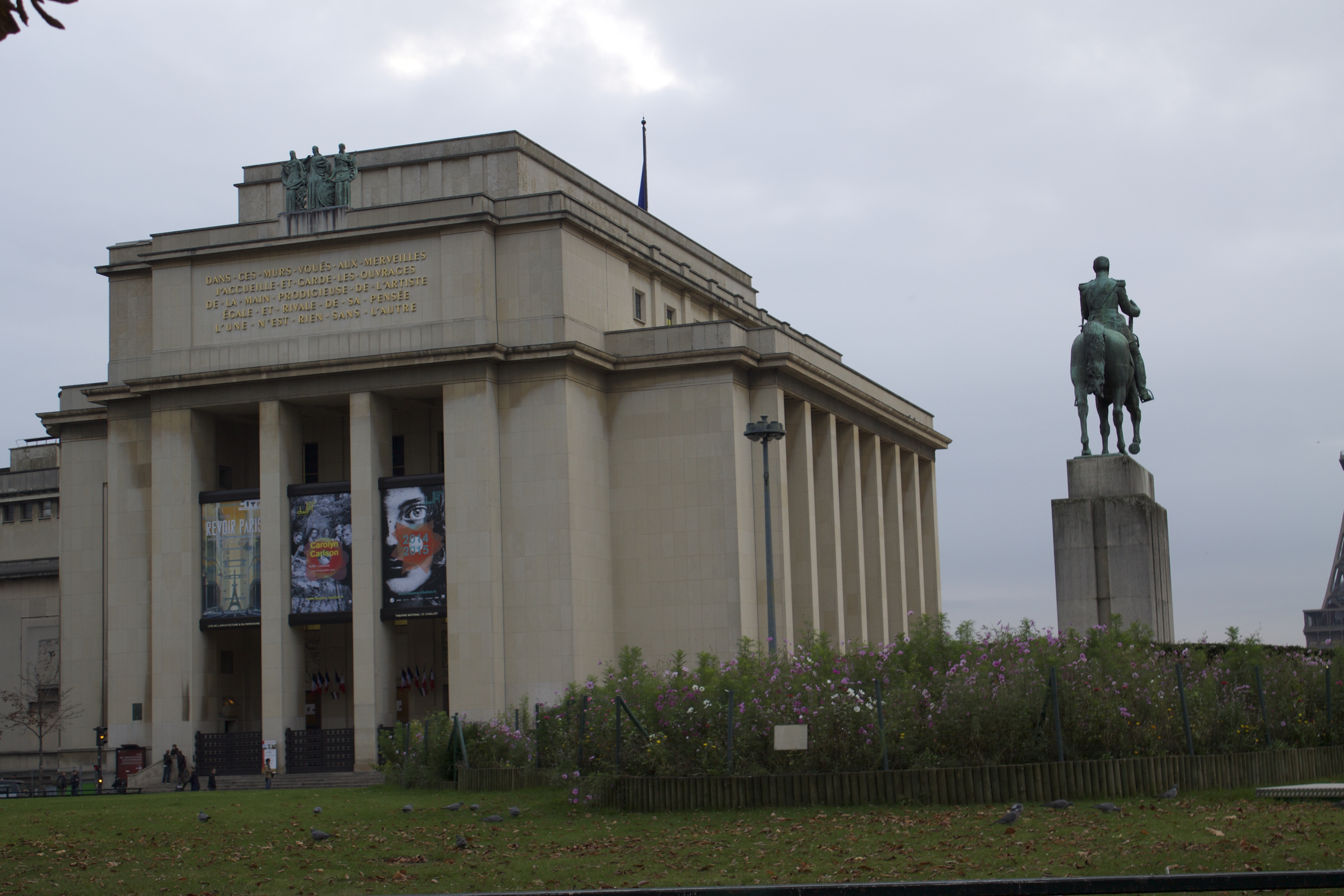
El Palais de Chaillot, distrito XVI.

Como consecuencia, principalmente, de lo establecido en las leyes sobre el Depósito Legal, el Estado francés tenía copia de muchas películas. La conservación y difusión de la mayoría de ellas fue encomendada a la Cinémathèque, con lo que la colección de esta entidad aumentó de forma importante. 
En febrero de 1968, a petición del Ministerio de Hacienda, que consideraba que los gastos de la Cinémathéque eran excesivos, André Malraux destituye a Henri Langlois como director de la entidad. Langlois había llegado a tener mucho prestigio en medios profesionales cinematográficos, por lo que sus defensores organizaron un comité, formado, principalmente, por directores de cine franceses, como Alexandre Astruc, Claude Berri, Robert Bresson, Claude Chabrol, Georges Franju, Abel Gance, Jean-Luc Godard, Joris Ivens, Chris Marker, Alain Resnais, Jacques Rivette, Éric Rohmer, Jean Rouch y François Truffaut. Ante la magnitud de las protestas, el 22 de abril de ese mismo año, André Malraux decide reintegrar a su puesto a Henri Langlois, que vuelve a ser el director de la Cinémathèque, cargo en que permanecería hasta su muerte en 1977. 
En 1972, La Cinémathèque inaugura un nuevo Museo del Cine en el Palacio de Chaillot. En 1974, Henri Langlois recibe un César y un Óscar, como reconocimiento a su labor de conservación y difusión del patrimonio cinematográfico mundial.
En 1980 fue inaugurada una nueva sala de proyección en el Centro Nacional de Arte y Cultura Georges Pompidou y, en 1981, el director de cine griego Costa-Gavras fue nombrado presidente de la Cinémathèque.

## La Cinémathèque française en la actualidad

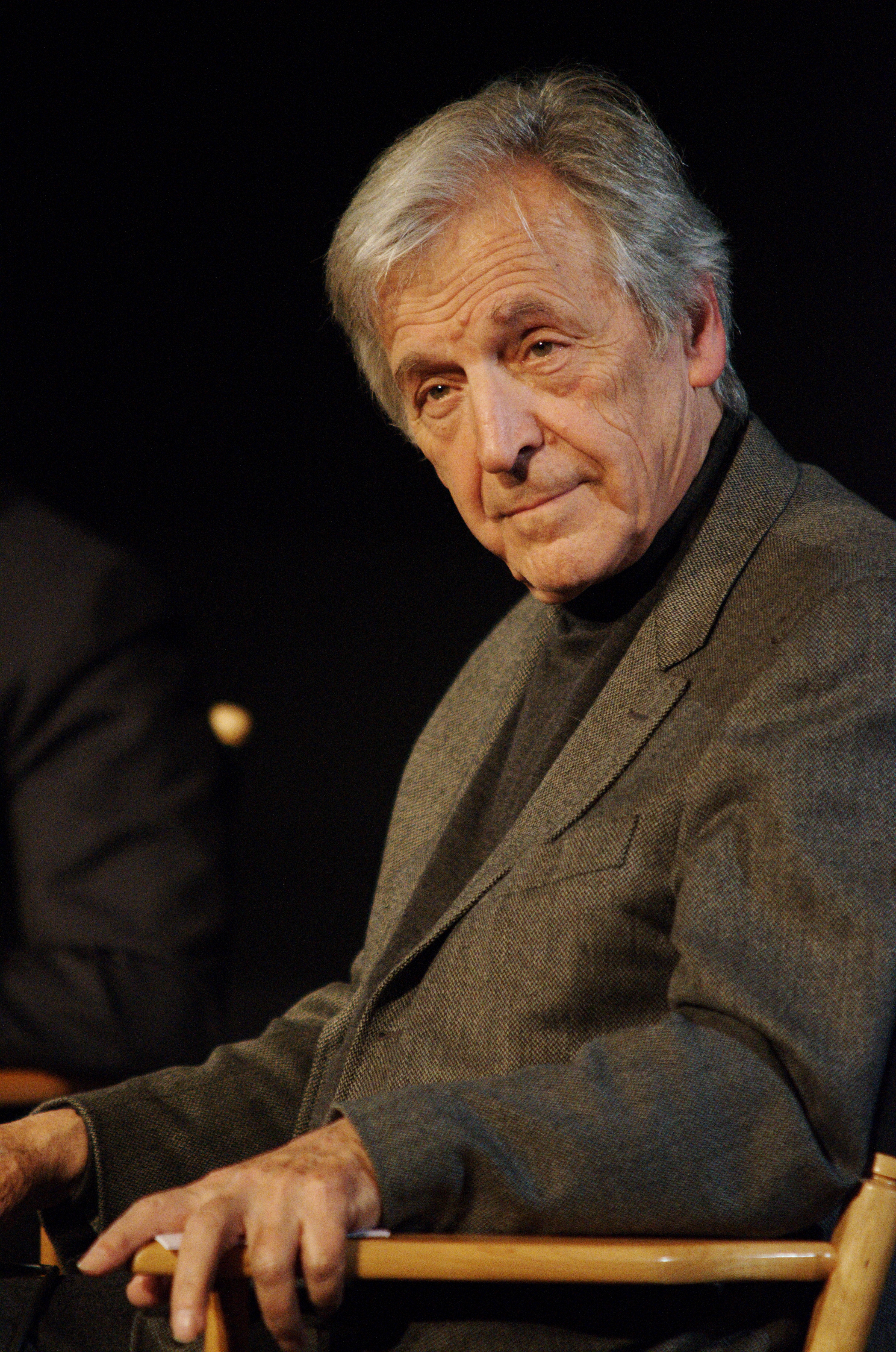
Costa-Gavras en la Cinémathèque française en 2012.

En 2005 la Cinémathèque Française se traslada a un edificio postmoderno, obra del arquitecto estadounidense Frank Gehry, ubicado en el n.º 51 de la calle Bercy, en el distrito XII de París.
En 2007, las colecciones de la Bibliothèque du Film, de propiedad pública, pasan a formar parte de la Cinémathèque.
El presidente de la Cinémathèque, en la actualidad es el director de cine Costa-Gavras.
La colección de Henri Langlois fue aumentando, con los años, gracias a donaciones públicas y privadas, a la ayuda de algunos mecenas, a subvenciones del Estado francés, a acuerdos de colaboración e intercambio con otras filmotecas, etc. En la actualidad, con más de 40 000 películas y miles de documentos y objetos relacionados con el cine, la Cinémathèque Française es la mayor base de datos mundial sobre el séptimo arte. 

### Exposiciones recientes de la Cinémathèque française

#### Top Secret: Cinéma et espionnage
La organización lanzó recientemente una nueva exposición titulada Top Secret : Cinéma et espionnage, que podrá ir a visitarse al mismo edificio de la Cinematheque del 21 de octubre del 2022 hasta el mayo de 2023.
Como bien está explicado en su web, esta exposición explora la relación entre el espionaje y el cine, mientras reflejan la vitalidad de un tema que se desarrolla tanto en la historia como en la geografía mundial. Se explica también que el epicentro del cine de intriga de espías se sigue desplazando y reconfigurando, desde las ciudades europeas (The Kremlin Letter, John Huston, 1970) hasta las de Oriente Medio (como la serie The Bureau creada por Eric Rochant); eso sí, renovando las estrategias y el uso de inteligencias de seguridad tras el impacto de los hechos del 11-S, cuyo impacto en la puesta en escena generó nuevos códigos y escenas.
Siendo resistente a los estereotipos, la exposición Top Secret deconstruye la representación sexista de las mujeres espías, relegadas durante mucho tiempo a la práctica exclusiva de la "trampa de miel", y restituye su importante aportación estratégica, algo a lo que el cine no supo hacer justicia hasta hace poco. Desde Protéa, aficionada al Jiu-Jitsu y primera espía de la historia del cine (1913), hasta Mata Hari, fusilada por inteligencia con el enemigo alemán (interpretada en 1931 por Greta Garbo, posteriormente inmortalizada en este papel por Andy Warhol), desde sus orígenes el cine ha mostrado gran interés por los personajes de las agentes secretas: Marthe Richard o Mademoiselle Docteur son heroínas cuyas aventuras en la gran pantalla se basan en hechos reales, mientras que Alicia Huberman (interpretada por Ingrid Bergman) en Les Enchaînés (1946) encarna, ante la cámara de Alfred Hitchcock (el maestro indiscutible de diez grandes películas de espías), una fantasía ficticia de una mujer infiltrada y valiente. Además, muchas estrellas realmente aprovecharon su notoriedad para involucrarse en los servicios de inteligencia por patriotismo. Es por ello que en la exposición se permite revalorizar la importancia de la mujer en el arte de la inteligencia y dejar testimonio de la forma en que algunos han tergiversado durante mucho tiempo este compromiso, favoreciendo la hipersexualización del espionaje femenino.
Además, Top Secret acompaña la marcha de la historia y expone el papel del cine como instrumento de propaganda o de entrenamiento de espías. Dado que registrar la realidad es un arte necesario para el agente secreto, las técnicas de captura cinematográfica están en el centro de las prácticas de espionaje. El cine y el espionaje comparten, por tanto, el arte –y la técnica– de producir sonidos e imágenes, que luego se ordenan para formar una narración. La raíz de este territorio común, por lo tanto, consiste en muchos dispositivos de alto rendimiento que se utilizan para llevar a cabo sus tareas: cámaras, Nagra y micrófonos ayudan en el seguimiento de algunos y la filmación de otros. La exposición mostrará estos originales raros, algunos incluso datados del siglo XIX. 
Con este nuevo milenio en el que vivimos, en el que el pensamiento de espionaje queda relegado a hilarantes parodias hacia la OSS (Office of Strategic Services), demuestra cuánto el arte de la inteligencia está más de actualidad que nunca, planteando cuestiones éticas y políticas, al mismo tiempo que produce nuevas formas artísticas y formas críticas.